# Allianz Riviera
L'Allianz Riviera és un estadi de futbol de la ciutat francesa de Niça. És la seu oficial del club de futbol Olympique Gymnaste Club de Nice-Côte d'Azur (OGC Niça) i substitueix a l'anterior estadi Stade du Ray.
Les obres van començar a partir del mes de juliol de 2006 realitzant les excavacions i el 6 d'agost de 2011 es va començar a construir l'estadi a càrrec de l'arquitecte francès Jean-Michel Wilmotte, i finalment la seva obertura es va produir el 5 de setembre de 2013 on es van acollir la 7a edició dels Jocs de la Francofonia.
L'estadi té capacitat per albergar a 35.000 espectadors, la seva orientació és de nord-sud i forma part de la categoria número tres de la Regulació d'infraestructures dels estadis de la UEFA. L'estadi va acollir alguns dels partits de l'Eurocopa 2016 i també acull els partits de la Ligue 1 del club OGC Nice.

## Esdeveniments

### Eurocopa 2016
L'Allianz Riviera va acollir durant el campionat 7 partits (incloent el partit inaugural i la final): 4 partits de la fase de grups, 1 de vuitens de final, 1 de quarts i la gran final, que van ser els següents:
| Data               | Selecció #1 | Resultat | Selecció #2      | Ronda                | Espectadors |
| ------------------ | ----------- | -------- | ---------------- | -------------------- | ----------- |
| 12 de juny de 2016 | Polònia     | 1 - 0    | Irlanda del Nord | Primera fase, Grup C | 33.742      |
| 17 de juny de 2016 | Espanya     | 3 - 0    | Turquia          | Primera fase, Grup D | 33.409      |
| 22 de juny de 2016 | Suècia      | 0 - 1    | Bèlgica          | Primera fase, Grup E | 34.011      |
| 27 de juny de 2016 | Anglaterra  | 1 - 2    | Islàndia         | Vuitens de final     | 33.901      |

### Copa Mundial Femenina de Futbol de 2019
- L'estadi acollirà sis partits de la Copa Mundial Femenina de Futbol de 2019.
| Data                | Selecció #1 | Resultat | Selecció #2 | Ronda                | Espectadors |
| ------------------- | ----------- | -------- | ----------- | -------------------- | ----------- |
| 9 de juny de 2019   | Anglaterra  | 2 - 1    | Escòcia     | Primera fase, Grup D | 13.188      |
| 12 de juny de 2019  | França      | 2 - 1    | Noruega     | Primera fase, Grup A | 34.872      |
| 16 de juny de 2019  | Suècia      | -        | Tailàndia   | Primera fase, Grup F |             |
| 19 de juny de 2019  | Japó        | -        | Anglaterra  | Primera fase, Grup D |             |
| 22 de juny de 2019  | 2n Grup A   | -        | 2n Grup C   | Vuitens de final     |             |
| 6 de juliol de 2019 |             | -        |             | Tercer lloc          |             |

## Imatges
- Fotografies de les obres de construcció de l'estadi:

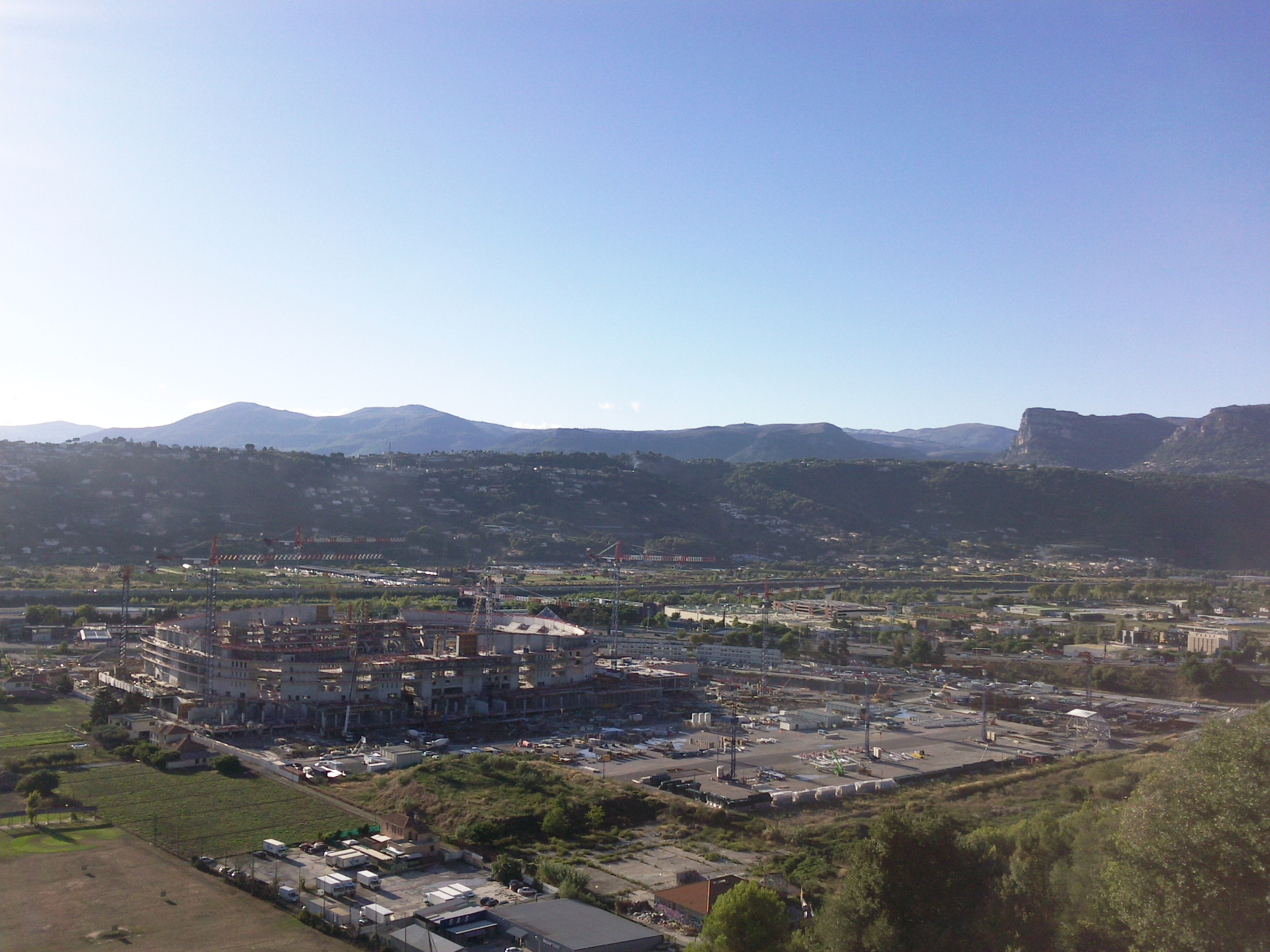
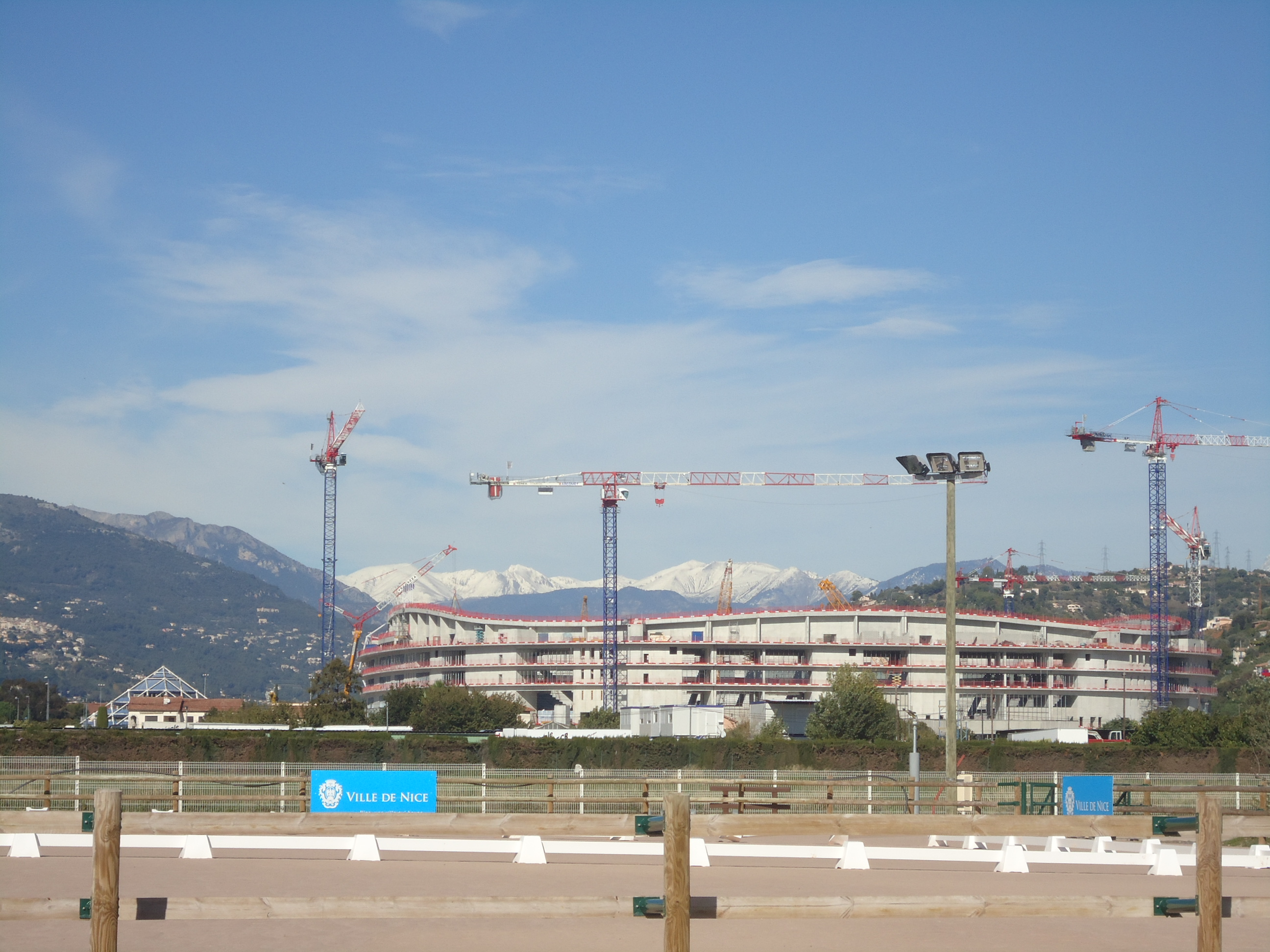
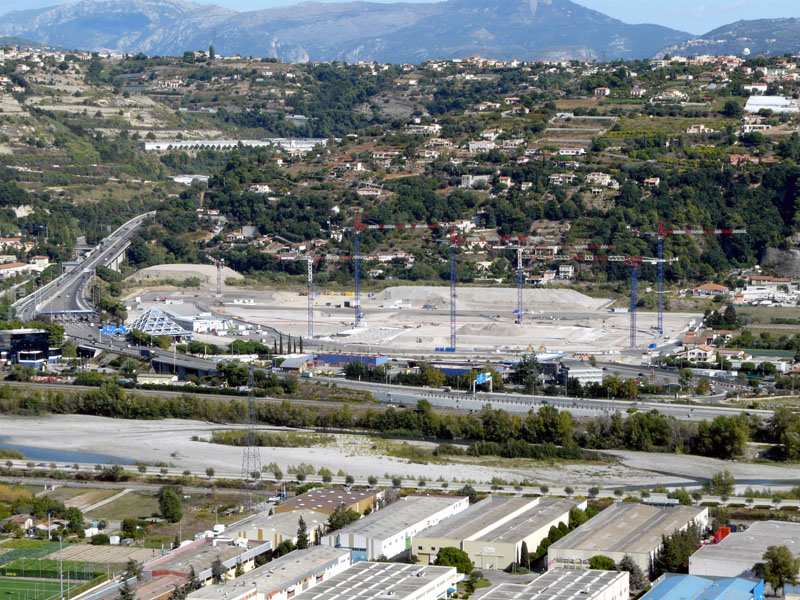
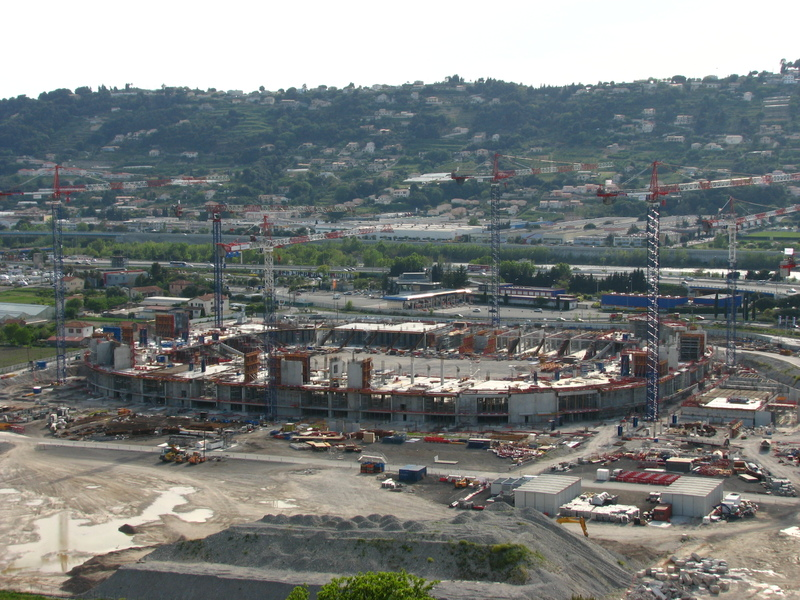
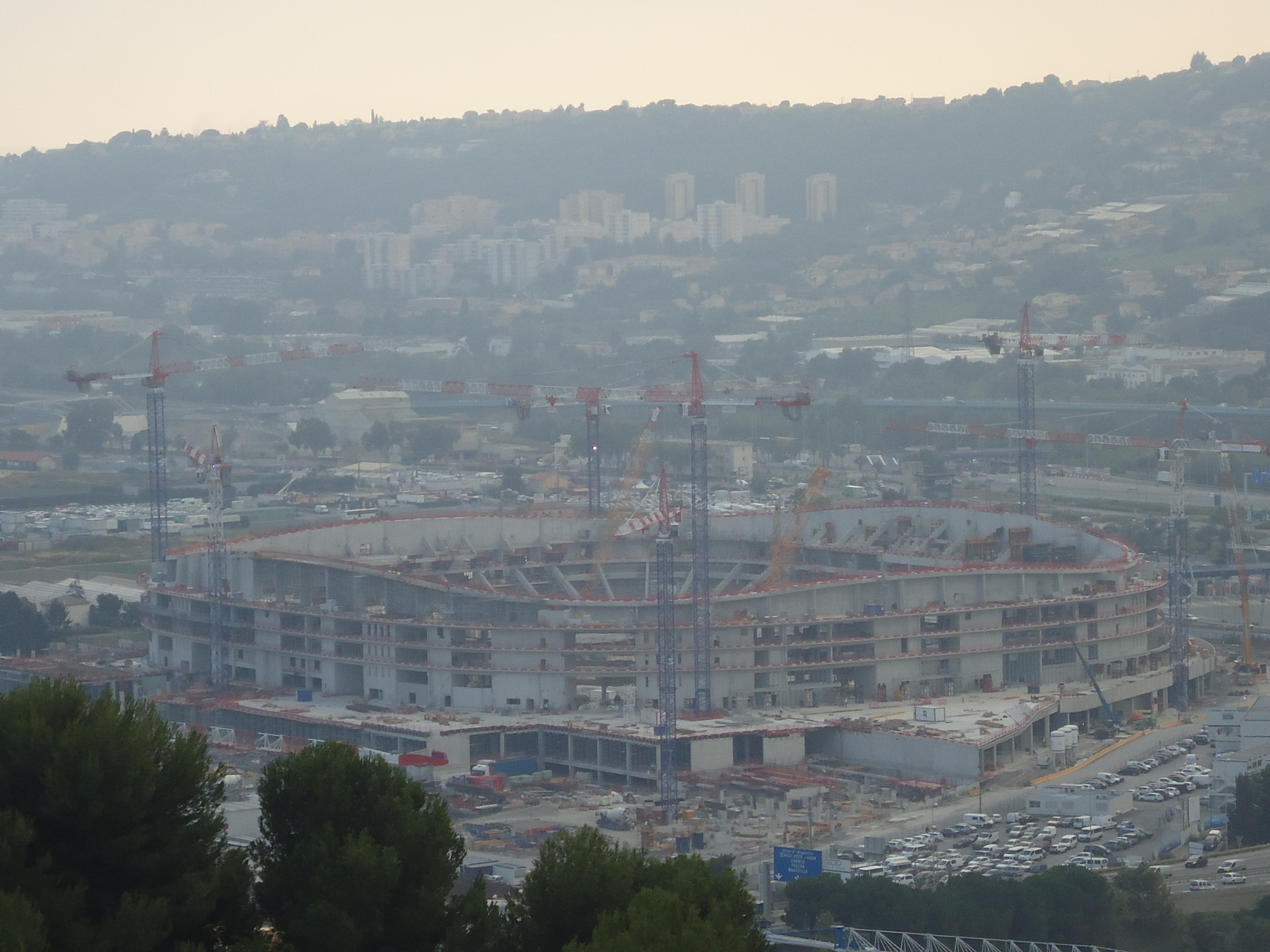